# Шио Мгвимски
Преподобни Шио (Симеон) Мгвимски је монах пустињак, родом из Антиохије, оснивач монаштва у Грузији и светитељ Грузијске православне цркве.

## Биографија
Рођен је у Антиохији Сиријској. Као млад се замонашио под утицајем тадашњег великог антиохијског подвижника преподобног Јована Зедазнијског, и био његов ученик. 
Двадесет година касније преподобни Шио се као један међу дванаесторицом изабраних ученика светог Јована упутио у мисионарску мисију у Грузију.
Шио се настанио дубоко у грузијским шумама, западно од Мцхете, у уској пећини, коју је сам исклесао у стени. Када су грузијци сазнали за њега, почели да се досељавају и тако се скупило до 25 пустиножитеља. На месту које је по откровењу било указано блаженом Шију саградили су цркву у име светог Јована Крститеља. Када је цар Парсман VI посетио свог бившег миљеника Евагрија у пустињи, са страхопоштовањем се опходио према подвижнику Шију и поклонио му земљу за манастир, давши му значајна средства за изградњу. Изгађен је манастир са више храмова, главни храм је био храм у част Успења Мајке Божије, други – у част Рођења Јована Крститеља, где су касније почивале мошти преподобног Шија. Монашка заједница се временом увећала и била је позната по имену оснивача Мгвимска. 
Након завршетка изградње манастира напустио је обитељ коју је основао. Оставио је монасима 160 писаних заповести, које се и данас чувају.
Преподобни Шио је умро 9. маја 559. године. Његове свете мошти и данас служе као заштита манастира.